# Lillian Asplund
Lillian Gertrud Asplund (Worcester, Massachusetts, 21 d'octubre de 1906 – Shrewsbury, Massachusetts, 6 de maig de 2006) fou una dona americana, una de les tres últimes supervivents de l'enfonsament del Titànic el 15 d'abril de 1912, i l'últim supervivent amb memòria real del desastre.

## Vida primerenca
Lillian Asplund va néixer a Worcester, Massachusetts, als Estats Units, filla de Carl i Selma (de soltera, Johansson) Asplund, tots dos immigrants de Suècia. Els seus pares havien viscut breument a Missouri abans d'instal·lar-se a Worcester. Lillian tenia un germà bessó, Carl, i dos germans més grans, Filip (1898) i Clarence (1902).
El 1907, la família de Lillian va tornar a Suècia per romandre a Alseda (Vetlanda), a Goteborg durant més de quatre anys, mentre resolien qüestions familiars relatives a la granja després de la mort de l'avi i cuidava de l'àvia de Lillian, període durant el qual Selma va donar a llum un altre fill, Felix, el març de 1909. La mare de Lillian hauria preferit quedar-se a Suècia, però el seu pare va pensar que els fills rebrien una educació millor als Estats Units i reservaren el passatge per a la seva família al nou Titanic de la White Star Line.

## A bord delTitanic
Lillian Asplund, els seus pares, i quatre germans van embarcar en el Titanic a Southampton, Anglaterra, Regne Unit, el 10 d'abril de 1912, com a passatgers de tercera classe. Lillian Asplund tenia cinc anys en aquell moment i recordava que el vaixell "era molt gran i estava acabat de pintar. Recordo que no m'agradava l'olor de la pintura fresca".
Quan el Titanic fou colpejat per un iceberg a les 23:40 de la nit del 14 d’abril de 1912, la família Asplund van anar a la coberta i Selma i el seu fill petit, Felix, van pujar al bot salvavides núm. 15. Lillian recordava més tard: "La meva mare va dir que preferiria quedar-se amb ell [el meu pare] i baixar amb el vaixell. Però ell va dir que els nens no haurien d'estar sols. Ella [la meva mare] va aconseguir un seient. Tenia Felix a la falda i em tenia a mi entre els genolls. Em sembla que pensava que podria mantenir-me una mica més calenta d’aquesta manera".
El bot salvavides va començar a baixar i Lillian recordava que la seva mare havia cridat al seu marit perquè deixés caure la nena; ella recordava més tard: "El meu pare em va llançar al bot salvavides". Selma va recordar més tard que el seu marit Carl li havia assegurat que, ja que el bot salvavides estava gairebé ple, ell i els seus altres tres fills pujarien a un altre bot salvavides. El record de veure el seu pare i els seus germans drets a la barana i com el seu pare conduïa els seus germans, probablement per trobar un altre bot salvavides perseguiria Lillian Asplund sempre més. Més tard, va descriure l'enfonsament del vaixell, que “semblava un gran edifici que s'esfondrava”.

El pare de Lillian Asplund, Carl, i els seus tres germans, Filip, Clarence i Carl Edgar, van morir en el naufragi. Lillian, la seva mare i el seu germà van ser rescatats pel RMS Carpathia, que havia arribat al lloc poc després de les quatre de la matinada. Lillian i el seu germà van ser carregats en bosses d'arpillera i elevats a la coberta del vaixell. A bord del Carpathia, Lillian Asplund recordava:
Una dona em va treure tota la roba, que s'havia embrutat molt i s'havia mullat al bot salvavides. La meva mare intentava trobar-me. Ella deia: "Tinc una filla!" Em va trobar. Quan la meva roba va estar seca me la vaig tornar a posar. Ens van portar a nosaltres, els nens, al lloc on duien les persones malaltes. Bé, no estaven malaltes, però era gent que necessitava una mica més d’atenció. La gent del Carpathia va ser molt bona amb nosaltres".

El Carpathia va arribar a la Ciutat de Nova York el 18 d'abril. La mare de Lillian la va portar a ella i al seu germà a Worcester poc després.
En la confusió després del desastre, un diari de Worcester va informar que tant el senyor com la senyora Asplund s'havien salvat, juntament amb Clarence, Lillian i Felix, i que Filip i Carl s'havien ofegat. Un informe posterior va dir que la senyora Asplund i els seus "dos bebès" havien estat traslladats a un hospital local i que aparentment el senyor Asplund i Clarence es trobaven en un altre lloc. Un informe final va confirmar que ni el pare de Lillian ni Clarence es trobaven entre els supervivents. El cos del senyor Asplund va ser recuperat per CS Mackay-Bennett i posteriorment enterrat al cementiri All Faiths de Worcester. A mesura que es van perdre els estalvis i les possessions de la família en el desastre, la ciutat de Worcester va organitzar una recaptació de fons que va reportar 2.000 dòlars (equivalents a 53.600 dòlars de 2020).

## Vida posterior
La mare de Lillian Asplund mai es recuperà de la pèrdua del seu marit i de tres dels seus fills i es va negar a parlar del desastre amb ningú. Tampoc Lillian va parlar gairebé mai del desastre. Segons el seu advocat, quan li van preguntar per què es negava a fer entrevistes fins i tot quan li oferien diners, va declarar: "Per què vull diners del Titanic? Mireu el que he perdut. Un pare i tres germans".
Lillian Asplund treballava de secretaria a la zona de Worcester i es va retirar aviat per tenir cura de la seva mare. La senyora Asplund va morir el 15 d'abril de 1964, en el 52è aniversari de l'enfonsament, als 90 anys. El seu germà Félix, que no es va casar mai i amb qui ella va viure sempre, va morir de pneumònia el 15 de març de 1983, als 73 anys.

## Mort
Lillian Asplund va morir a casa seva, a Shrewsbury, Massachusetts, el 6 de maig de 2006, a l'edat de 99 anys. Va ser enterrada a l'Old Swedish Cemetery de Worcester, al costat de la seva família.
La seva mort va deixar Barbara West Dainton i Millvina Dean com als do súltims supervivents en vida del Titànic. No obstant això, com que totes dues dones tenien menys d’un any en aquella època, cap de les dues no tenia cap record de l'enfonsament. Sent Lillian l'última supervivent que va recordar el desastre, els relats de primera mà del Titanic van passar a la història després de la seva mort.
Després que la mort de Lillian, el bitllet del vaixell que havia conservat durant tants anys es va vendre en una subhasta el 2009. Formava part d'un plec de documents i articles relacionats amb el desastre que es van trobar pòstumament en una caixa de seguretat, com ara el rellotge de butxaca del seu pare, aturat a les 2:19 del matí.